# 4 maanden, 3 weken & 2 dagen
4 maanden, 3 weken & 2 dagen (originele titel: 4 luni, 3 săptămâni și 2 zile) is een Roemeense film uit 2007 onder regie van Cristian Mungiu, die het verhaal zelf schreef. De productie won meer dan veertig filmprijzen, waaronder twee European Film Awards en de Gouden Palm op het Filmfestival van Cannes, waar 4 luni, 3 săptămâni și 2 zile in (wereld)première ging.

## Verhaal
De film speelt zich af in 1987 tijdens de laatste jaren van het Ceaușescu-regime. De studentes Otilia en Găbița Dragut delen een kamer in een klein dorpje in Roemenië. Bij aanvang van de film blijkt Găbița zwanger. Otilia is van alles aan het regelen om haar aan een illegale abortus te helpen. Ze weet een kamer in een hotel te regelen waar arts Viorel Bebe bereid is naartoe te komen om de ingreep te verrichten. Găbița blijkt daar spaarzaam met informatie en niet helemaal eerlijk te zijn geweest over de details van de afspraak, wanneer blijkt dat er veel meer van Otila gevraagd wordt dan het regelen van de voorwaarden. Zo is Bebe niet van plan het risico op een gevangenisstraf te lopen voor een som geld, maar wil hij met allebei de meisjes naar bed. Bovendien zal de afgestoten vrucht door iemand ergens gedumpt moeten worden, als de abortus lukt. De vrucht is niet twee maanden in ontwikkeling, zoals Găbița oorspronkelijk beweerde, maar meer dan vier maanden.
Terwijl Otila zich sterk houdt, eist haar vriendje Adi Radu ook aandacht van haar, waardoor ze op de nacht van de ingreep ook nog op en neer moet naar de verjaardag van Radus moeder Gina.

## Rolverdeling
- Anamaria Marinca: Otilia
- Laura Vasiliu: Găbița
- Vlad Ivanov: Mijnheer Bebe
- Alexandru Potocean: Adi
- Luminița Gheorghiu: Moeder van Adi
- Mădălina Ghițescu: Dora

## Prijzen en nominaties
- Chicago Film Critics Association Awards - beste film in een vreemde taal
- 2007 - Filmfestival Cannes - Gouden Palm, FIBRESCI Prijs, Cinema Prize of the French National Education System
- European Film Awards - beste film, beste regisseur
- Hollywood Film Festival - beste regisseur
- Los Angeles Film Critics Association Awards - beste film in een vreemde taal, beste bijrol (Ivanov)
- National Society of Film Critics Awards - beste film in een vreemde taal
- New York Film Critics Circle Awards - beste film in een vreemde taal
- Palm Springs International Film Festival - beste actrice (Marinca)
- San Sebastián International Film Festival (Spanje) - FIPRESCI Grand Prix
- Sofia International Film Festival (Bulgarije) - beste Balkan-film
- Stockholm Film Festival (Zweden) - beste actrice, beste productie
- Toronto Film Critics Association Awards (Canada) - beste film in een vreemde taal
- Vancouver Film Critics Circle (Canada) - beste film in een vreemde taal

## Trivia
- Het grootste deel van de film is gedraaid in Boekarest en slechts een paar scènes zijn gefilmd in een hotel in Ploiești.